# Český pavilon na Světové výstavě 2010
Český pavilon na Světové výstavě 2010 v čínské Šanghaji reprezentoval Česko třetího tisíciletí jako křižovatku, kam proudí myšlenky, kultury a technologie. Exteriér i interiér vycházel z tématu výstavy Lepší město, lepší život a zároveň z podtématu Plody civilizace, který si Česko vybralo. Po celou dobu výstavy tento pavilon navštívilo 7,8 milionů lidí, tedy každý osmý návštěvník Expa, byl to nejnavštěvovanější český pavilon v historii. Stál přibližně 185 milionů Kč, jeho užitná plocha byla 2000 m². Český národní den na této výstavě se uskutečnil 17. května.
Česká pošta vydala na počest Expa 2010 také speciální známku na které je znázorněn český pavilon.

## Historie
Soutěž na návhr tohoto pavilonu se pořádala v roce 2009. Dodavatelem a stavitelem pavilonu byla firma Film Dekor, která měla stejný úkol na Expu 2005 v Nagoje/Aiči. Výstavba probíhala v letech 2009 až 2010.
Samotný pavilon byl otevřený stejně jako celá výstava od 1. května do 31. října 2010, tedy 184 dní. Za první den výstavy ho navštívilo 35 855 tisíc lidí. Český národní den na této výstavě se uskutečnil 17. května. Podíleli se na něm stovky umělců, vystoupil například balet Národního divadla, Čechomor, Dan Bárta, Emil Viklický či Národní divadlo marionet. Programem provázeli Spejbl a Hurvínek.
Po výstavě byl pavilon rozložen. Za 33 milionů českých korun byl poté prodán čínské společnosti Farma československo-čínského přátelství z provincie Che-pej. V roce 2010 měl tento konglomerát  kolem 180 000 zaměstnanců. Zájemců o koupi bylo víc, musela proběhnout dražba. V listopadu 2011 byl český pavilon znovu otevřen v nově vznikajícím čínském městě Chuang-chua, které leží asi 200 kilometrů od Pekingu.

## Popis

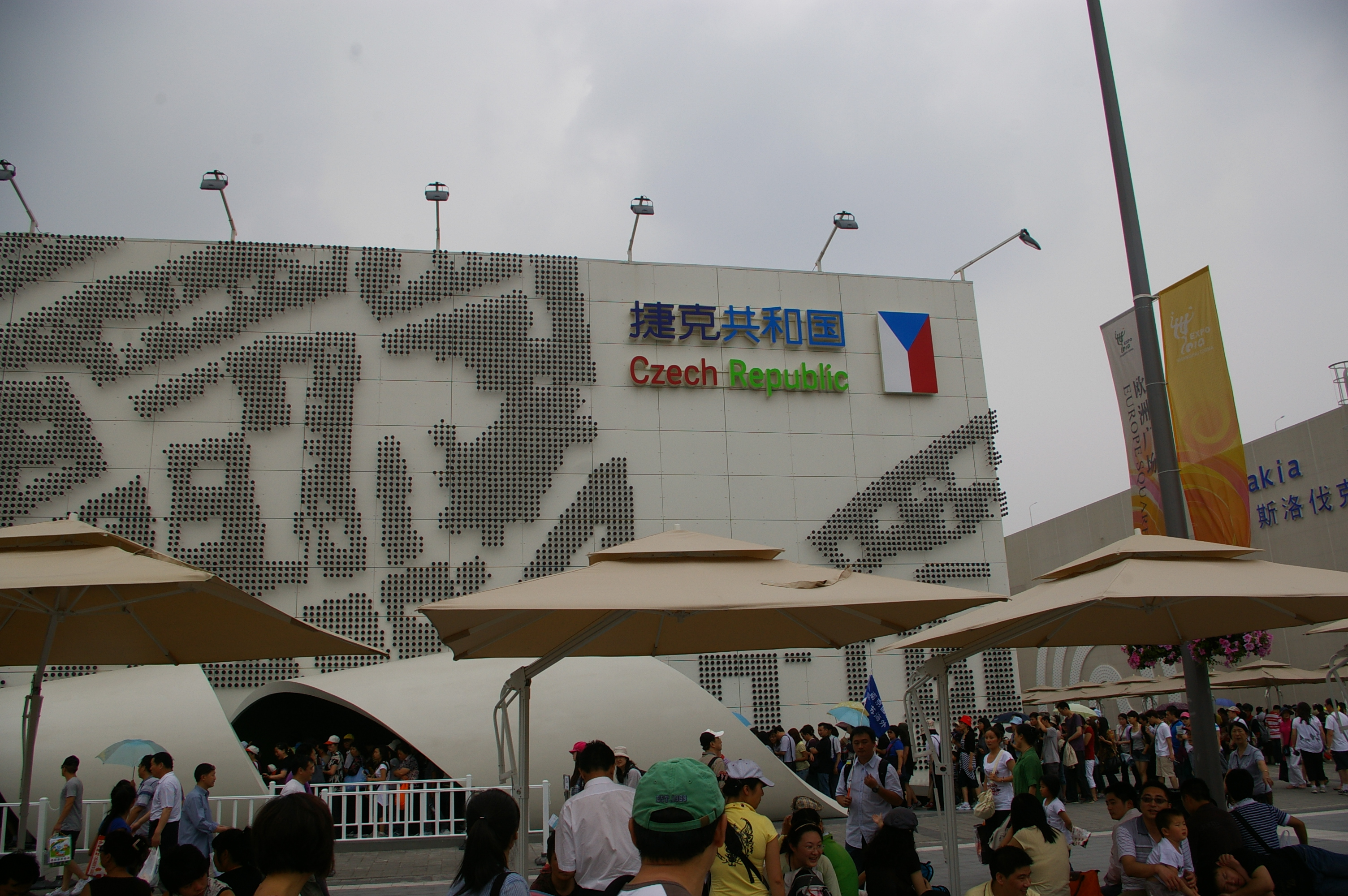
Fronta u vstupu do českého pavilonu v červnu 2010

### Exteriér
Pavilon byl velký bílý kvádr, jeho fasáda byla pojednána jednotným způsobem ze všech stran. Je na ní struktura historické Prahy, je zde vyzobrazeno například Staroměstské náměstí, Malá Strana a Nové město. Strukturu pláště tvořily vystouplé hokejové gumové puky, které měly symbolizovat vztah Česka k lednímu hokeji. Podkladová plocha byla bílá, vyjadřovala tak protiklad proti městským blokům. Na čelní straně se nacházel vstup, který zdobila stuha. Ta zároveň vymezovala fronty návštěvníků a chránila je proti vlivům počasí.

### Interiér
Vnitřek pavilonu znázorňoval a byl tvořen plody, které nám civilizace a města přinesly, ty slouží k usnadnění lidského života. Plody byly zarámovány v lehkých kubusech, tak jako architektura rámuje svět. Uvnitř pavilonu byl zvlněný terén pokrytý umělou trávou či městskou dlažbou, po které se návštěvníci mohli procházet. To znázorňovalo kontrast urbanizované krajiny – města, kultivované krajiny a venkova. Návštěvníci se zde mohli pohybovat jak chtěli. Na stropě bylo město vystavené z vystouplých obrazců, prostor mezi nimi tvořily pravidelné ulice.
Expozice představily jednotlivá civilizační témata. Expozice ho vtahovaly do sebe, většinou byly zavěšeny ze stropu, pět kubusů sahalo ale až k zemi. Byly spojeny se jmény umělců, tvůrci produktu a jednotlivými výrobními technologiemi či vědeckými výzkumy. Bylo zde minimum různých popisů a dlouhých textů. Některé expozice byly interaktivní, například reagovaly na množství diváků
Nejsledovanějším exponátem byla Zlatá slza, což byla skleněná krychle, do které mohl jen každý pětistý návštěvník pavilonu. Jejím autorem byl českoargentinský umělec Federic Díaz. Původně měla být celá ze zlata, ČNB to ale odmítla, tak Zlatá slza byla pouze pozlacená.
Nacházela se zde také restaurace, v níž se podávala česká jídla. Byl zde také obchod se suvenýry, kde se prodával například český křišťál.

## Autoři
Zdroj archiweb.cz
- Architekti: Jiří Chmelík, Jiří Buček, SIAL
- Stavební řešení: Martin Mašek, Josef Franc
- Statika: Vít Šrámek
- Interiér restaurace: Tomáš Veselý
- Koncept expozice: Lenka Lindaurová
- Koordinace výstavy: Václav Mikule, Jiří Černý
- Generální dodavatel: Filmdekor, Jaromír Švarc
- Jednotlivé expozice (například):  Barbora Šlapetová, Lukáš Rittstein, Maxim Velčovský, Jakub Berdych

## Ocenění
- Stříbrná medaile za nápaditost, v kategorii pavilonů do 2000 m², oficiální cenu udělil Mezinárodní úřad pro výstavnictví[9]
- Jeden z pěti nejlepších pavilonů Expa, do seznamu ho zařadil čínský deník Hongkong Daily[4]